# Neopanorpa furcata
Neopanorpa furcata is een insect uit de orde van de schorpioenvliegen (Mecoptera), familie van de schorpioenvliegen (Panorpidae). De wetenschappelijke naam van de soort is voor het eerst geldig gepubliceerd door Hardwicke in 1825.
De soort komt voor in Nepal.